# 第15回全国中等学校優勝野球大会
第15回全国中等学校優勝野球大会（だいじゅうごかいぜんこくちゅうとうがっこうゆうしょうやきゅうたいかい）は、1929年（昭和4年）8月13日から8月20日まで兵庫県武庫郡鳴尾村（現在の西宮市）の甲子園球場で実施された全国中等学校優勝野球大会である。

## 概要
今大会から初めて、選手宣誓が採り入れられ、宣誓は慶応商工（現在の慶應義塾高等学校の前身の一つ）主将の黒崎数馬が行った。当日夕刊の大阪朝日新聞や「アサヒスポーツ」（第15回全国中等学校優勝野球大会特別号）によると、当日は荒木大会委員長が訓示を行ったあと、黒崎主将が紙に書いた宣誓文「訓示の通り正々堂々と戦います」と述べている。
甲子園球場にアルプススタンドが新設された。

## 代表校
| 地方大会 | 代表校   | 出場回数     |
| -------- | -------- | ------------ |
| 北海道   | 北海中   | 2年連続6回目 |
| 東北     | 福岡中   | 3年連続3回目 |
| 奥羽     | 秋田師範 | 初出場       |
| 南関東   | 水戸中   | 初出場       |
| 北関東   | 前橋商   | 初出場       |
| 東京     | 慶応商工 | 初出場       |
| 甲信越   | 諏訪蚕糸 | 初出場       |
| 北陸     | 敦賀商   | 5年連続5回目 |
| 神静     | 静岡中   | 2年ぶり5回目 |
| 東海     | 愛知一中 | 4年ぶり8回目 |
| 京津     | 平安中   | 3年連続3回目 |

| 地方大会 | 代表校     | 出場回数      |
| -------- | ---------- | ------------- |
| 紀和     | 海草中     | 初出場        |
| 大阪     | 市岡中     | 4年ぶり8回目  |
| 兵庫     | 関西学院中 | 9年ぶり5回目  |
| 山陰     | 鳥取一中   | 4年連続10回目 |
| 山陽     | 広島商     | 5年ぶり6回目  |
| 四国     | 高松商     | 2年ぶり5回目  |
| 北九州   | 佐賀中     | 3年連続6回目  |
| 南九州   | 鹿児島商   | 3年連続3回目  |
| 朝鮮     | 平壌中     | 初出場        |
| 満洲     | 青島中     | 初出場        |
| 台湾     | 台北一中   | 6年ぶり2回目  |

## 試合結果

### 1回戦
- 鳥取一中 12 - 0 秋田師範
- 敦賀商 7 - 2 愛知一中
- 市岡中 11 - 0 青島中
- 鹿児島商 9 - 2 北海中
- 台北一中 10 - 1 前橋商
- 佐賀中 12 - 5 福岡中

### 2回戦
- 広島商 9 - 4 関西学院中
- 静岡中 5 - 1 水戸中
- 鳥取一中 2x - 1 敦賀商
- 市岡中 14 - 4 鹿児島商
- 海草中 10 - 1 慶応商工
- 高松商 1 - 0 諏訪蚕糸（延長11回）
- 台北一中 4 - 0 佐賀中
- 平安中 3 - 0 平壌中

### 準々決勝
- 広島商 4 - 2 静岡中（延長11回）
- 鳥取一中 1 - 0 市岡中
- 海草中 6 - 3 高松商
- 台北一中 5 - 4 平安中

### 準決勝
- 広島商 5 - 1 鳥取一中
- 海草中 9 - 0 台北一中（8回表途中・降雨コールドゲーム）

### 決勝
|        | 1 | 2 | 3 | 4 | 5 | 6 | 7 | 8 | 9 | R | H | E |
| ------ | - | - | - | - | - | - | - | - | - | - | - | - |
| 広島商 | 0 | 0 | 0 | 0 | 0 | 0 | 3 | 0 | 0 | 3 | 7 | 0 |
| 海草中 | 0 | 0 | 0 | 0 | 0 | 0 | 0 | 0 | 0 | 0 | 4 | 0 |

1. （広）：生田 - 和田
2. （海）：神前 - 山脇
3. 審判
［球審］天知
［塁審］新田・横沢

| 広島商 | 広島商 | 広島商     |
| 打順   | 守備   | 選手       |
| ------ | ------ | ---------- |
| 1      | [中]   | 原勝       |
| 2      | [右]   | 田中工     |
| 3      | [一]   | 太田稔     |
| 4      | [遊]   | 灰山元治   |
| 5      | [三]   | 杉田栄     |
| 6      | [捕]   | 和田準     |
| 7      | [投]   | 生田規之   |
| 8      | [二]   | 保田直次郎 |
| 9      | [左]   | 久森忠男   |

| 海草中 | 海草中 | 海草中     |
| 打順   | 守備   | 選手       |
| ------ | ------ | ---------- |
| 1      | [左]   | 大亦三郎   |
| 2      | [一]   | 鈴木美晴   |
| 3      | [三]   | 浜野春夫   |
| 4      | [二]   | 荒川進一郎 |
| 5      | [中]   | 松本種楠   |
| 6      | [捕]   | 山脇正勝   |
| 7      | [右]   | 打谷安一   |
|        | 打右   | 西山徳郎   |
| 8      | [遊]   | 大塚実     |
| 9      | [投]   | 神前三郎   |

## 大会本塁打
1回戦
- 第1号：竹谷勝義（鳥取一中）
- 第2号：千谷七郎（鳥取一中）
- 第3号：勝部尚文（市岡中）
- 第4号：岡本矩雄（市岡中）
- 第5号：石田政良（鹿児島商）

2回戦
- 第6号：蜂須賀泰造（台北一中）

## その他の主な出場選手
- 横沢七郎（慶応商工）
- 松永英一（慶応商工）
- 中村三郎（諏訪蚕糸）
- 三浦敏一（諏訪蚕糸）
- 小林利蔵（敦賀商）
- 伊原徳栄（敦賀商）

- 鈴木芳太郎（静岡中）
- 伊藤次郎（平安中）
- 内海五十雄（平安中）
- 浜崎忠治（広島商）
- 西村正夫（高松商）
- 三瀬三則（台北一中）